# Реакція Тищенка
Реа́кція Ти́щенка (також реа́кція Кля́йзена — Ти́щенка) — реакція диспропорціювання альдегідів у неводному середовищі під дією алкоксидів. Альдегід-естерне диспропорціювання за Тищенком.
Реакція полягає в окисненні однієї молекули іншою (аналогічно до реакції Канніццаро) і поєднанні продуктів взаємодії в естер:
Ця реакція була відкрита у 1906 році російським хіміком В'ячеславом Тищенком і доповнена Людвігом Кляйзеном.

## Механізм
Взаємодія відбувається у безводному середовищі у присутності алкоголятів алюмінію або титану, що відіграють роль гомогенного каталізатора. Рідше застосовуються алкоголяти лужних і лужноземельних металів (натрію чи магнію).
Механізм реакції подібний до реакції Канніццаро і протікає через стадію 1,3-гідридного зсуву:
Реакція може також протікати за перехресним механізмом — при взаємодії різних альдегідів.
У реакції Тищенка можуть також мати місце побічні продукти — результат введення до естеру алкоксильної групи від каталізатора:
Для мінімізації перебігу небажаних реакцій взаємодію проводять за низьких температур і при малих кількостях алкоголяту.
Додатково хід реакції може каталізуватися комплексами родію, органоактинідами, амідами лужноземельних металів, а для ароматичних альдегідів також і карбонілом Na2[Fe(CO)4].